# Achen, Moselle
Achen är en kommun i departementet Moselle i regionen Grand Est (tidigare regionen Lorraine) i nordöstra Frankrike. Kommunen ligger i kantonen Rohrbach-lès-Bitche som tillhör arrondissementet Sarreguemines. År 2022 hade Achen 970 invånare.

## Befolkningsutveckling
Antalet invånare i kommunen Achen
| Referens: INSEE |